# Corchete de Dirac
El corchete de Dirac es una generalización del corchete de Poisson, desarrollado por Paul Dirac para tratar correctamente a sistemas con constricciones de segunda clase en Mecánica Hamiltoniana y en Cuantización Canónica. Es una parte importante del desarrollo de Dirac de la Mecánica Hamiltoniana para manejar lagrangianas más generales. Más abstractamente, la 2-forma implícita desde el corchete de Dirac es la constricción de la forma simplética a la superficie ad hoc en el espacio fase.
Este artículo supone familiaridad con los formalismos lagrangiano y hamiltoniano estándar y su conexión con la cuantización. Los detalles del formalismo hamiltoniano modificado de Dirac se resumen para colocar el corchete de Dirac en contexto.

## Procedimiento Hamiltoniano Estándar
El desarrollo estándar de la Mecánica Hamiltoniana es insuficiente en varias situaciones específicas:
1. Cuando la lagrangiana es lineal en la velocidad de al menos una coordenada; en este caso, la definición del impulso canónico conduce a una constricción. Esta es la razón más frecuente por la cual recurrir a corchetes de Dirac. Por ejemplo, la lagrangiana (densidad) para cualquier fermión es de esta forma.
2. Cuando hay grados de libertad que deban fijarse.
3. Cuando existen otras constricciones que uno quiera imponer en el espacio fase.

## Ejemplo de un lagrangiana lineal en la velocidad
Un ejemplo típico en Mecánica Clásica, es el de la partícula con carga y masa fijo en el plano {\displaystyle xy} con un campo magnético intenso homogéneo y constante, apuntando en la dirección {\displaystyle z} con fuerza {\displaystyle B_{0}}. Con una selección de parámetros adecuada, la lagrangiana del sistema es:
{\displaystyle L={\frac {1}{2}}m{\vec {v}}^{2}+{\frac {q}{c}}{\vec {A}}\cdot {\vec {v}}-V({\vec {r}}),}
donde {\displaystyle {\vec {A}}} es el potencial vectorial para el campo magnético {\displaystyle {\vec {B}}}; {\displaystyle c} es la velocidad de la luz en el vacío y {\displaystyle V({\vec {r}})} es un potencial escalar externo arbitrario. Utilizamos
{\displaystyle {\vec {A}}={\frac {B_{0}}{2}}(x{\hat {y}}-y{\hat {x}})}
como nuestro potencial vectorial. Aquí, el sombrero {\displaystyle {\hat {}}} indican vectores unitarios. Más adelante, en el artículo se utilizan para distinguir los operadores en Mecánica Cuántica de sus análogos clásicos. El uso debe quedar claro desde el contexto.
Explícitamente, la lagrangiana se convierte en 
{\displaystyle L={\frac {m}{2}}({\dot {x}}^{2}+{\dot {y}}^{2})+{\frac {qB_{0}}{2c}}(x{\dot {y}}-y{\dot {x}})-V(x,y),}
que conduce a las ecuaciones de movimiento
{\displaystyle m{\ddot {x}}=-{\frac {\partial V}{\partial x}}+{\frac {qB_{0}}{c}}{\dot {y}}}
{\displaystyle m{\ddot {y}}=-{\frac {\partial V}{\partial y}}-{\frac {qB_{0}}{c}}{\dot {x}}.}
Ahora, considere el límite correspondiente a un campo magnético muy grande. En este caso, se puede colocar el término masivo para encontrar una lagrangiana aproximada 
{\displaystyle L={\frac {qB_{0}}{2c}}(x{\dot {y}}-y{\dot {x}})-V(x,y),}
y ecuaciones de movimiento de primer orden
{\displaystyle {\dot {y}}={\frac {c}{qB_{0}}}{\frac {\partial V}{\partial x}}}
{\displaystyle {\dot {x}}=-{\frac {c}{qB_{0}}}{\frac {\partial V}{\partial y}}.}
Observe, que esta lagrangiana aproximada es lineal en las velocidades, que es una de las condiciones bajo las cuales se rompe el procedimiento estándar hamiltoniano. Si bien este ejemplo se ha motivado como una aproximación, la lagrangiana bajo consideración, es perfectamente admisible y conduce a ecuaciones de movimiento consistentes en el formalismo de Lagrange.
Siguiendo el procedimiento hamiltoniano, el momento canónico asociado con las coordenadas
{\displaystyle p_{x}={\frac {\partial L}{\partial {\dot {x}}}}=-{\frac {qB_{0}}{2c}}y}
{\displaystyle p_{y}={\frac {\partial L}{\partial {\dot {y}}}}={\frac {qB_{0}}{2c}}x,}
son inusuales, ya que no son invertibles a las velocidades. Una transformación de Legendre produce la hamiltoniana
{\displaystyle H(x,y,p_{x},p_{y})={\dot {x}}p_{x}+{\dot {y}}p_{y}-L=V(x,y).}
Tenga en cuenta que esta hamiltoniana "principal" no depende de los momentos, lo que significa que las ecuaciones de movimiento de Hamilton son incompatibles; el procedimiento hamiltoniano ha fallado. A veces, se podría intentar solucionar el problema al expresar las coordenadas como momentos y a veces como coordenadas; sin embargo, esta no es una solución general y rigurosa. Esta última observación obtiene el meollo del asunto: que la definición de los momentos canónicos implica una constricción sobre el espacio fase (entre momentos y coordenadas) nunca tomada en cuenta anteriormente.

## Procedimiento Hamiltoniano Generalizado
En mecánica lagrangiana, si el sistema tiene constricciones holonómicas, entonces generalmente se agregan multiplicadores de Lagrange a la lagrangiana para tomarlas en cuenta. Los términos adicionales, desaparecen cuando se cumplen las constricciones, obligando así, a la trayectoria de acción estacionaria, a permanecer en la superficie de constricción. En este caso, acudiendo al formalismo hamiltoniano se introduce una constricción sobre el espacio fase en la mecánica hamiltoniana, pero la solución es similar.
Antes de continuar, es útil entender las nociones de igualdad débil e igualdad fuerte. Dos funciones en el espacio fase {\displaystyle f} y {\displaystyle g}, son iguales débilmente ---lo que se denota como {\displaystyle f\approx g}---, si ellas son idénticas hasta que se cumplan las ecuaciones de movimiento, lo también denotado como on shell. Si {\displaystyle f} y {\displaystyle g} son iguales on shell, entonces {\displaystyle f=g}, y se dice que son fuertemente iguales. Es importante tener en cuenta, que para obtener la solución correcta, ninguna ecuación débil puede utilizarse antes de evaluar derivadas o corchetes de Poisson.
El nuevo procedimiento funciona como sigue, al iniciar con una lagrangiana y definir los momentos canónicos de la forma habitual. Algunas de esas definiciones pueden ser no invertibles y dar en su lugar a constricciones en el espacio fase (como arriba). Las constricciones derivadas de esta manera o impuestas desde el inicio del problema se denominan constricciones primarias. Las constricciones, con la etiqueta {\displaystyle \phi _{j}}, deben anularse débilmente, {\displaystyle \phi _{j}(q,p)\approx 0}.
A continuación, se encuentra la hamiltoniana principal {\displaystyle H}, de la forma habitual a través de una transformación de Legendre, exactamente como en el ejemplo anterior. Tenga en cuenta que la hamiltoniana siempre puede escribirse como una función de {\displaystyle q}'s y de {\displaystyle p}'s, aunque las velocidades no puedan ser invertidas en función de los momentos.

## Generalizando el Hamiltoniano
Dirac argumenta que la hamiltoniana se debe generalizar (algo análogamente al método de multiplicadores de Lagrange) a
{\displaystyle H^{*}=H+\sum _{j}c_{j}\phi _{j}\approx H,}
donde {\displaystyle c_{j}} no son constantes, sino funciones de las coordenadas y de los momentos. La nuevo hamiltoniana {\displaystyle H^{*}}, es la función más general de coordenadas y momentos, igualmente débiles a la hamiltoniana principal {\displaystyle H}; {\displaystyle H^{*}} es la generalización más amplia posible de la hamiltoniana.
Para indagar más acerca de las {\displaystyle c_{j}}, considere cómo se obtienen las ecuaciones de movimiento desde la hamiltoniana principal, en el procedimiento estándar. Se expresa la variación de la hamiltoniana en dos formas y se les conjunta para que sean iguales (mediante una notación algo abreviada en cuanto a índices suprimidos y sumas):
{\displaystyle \delta H={\frac {\partial H}{\partial q}}\delta q+{\frac {\partial H}{\partial p}}\delta p\approx {\dot {q}}\delta p-{\dot {p}}\delta q,}
donde la segunda igualdad se mantiene después de simplificar las ecuaciones de movimiento de Euler-Lagrange y de la definición de impulso canónico. De esta igualdad, se deducen las ecuaciones de movimiento en el formalismo hamiltoniano
{\displaystyle \left({\frac {\partial H}{\partial q}}+{\dot {p}}\right)\delta q+\left({\frac {\partial H}{\partial p}}-{\dot {q}}\right)\delta p=0,}
donde el símbolo de igualdad débil deja de mostrarse explícitamente, ya que por definición, las ecuaciones de movimiento sólo se mantienen débilmente. En el contexto actual, simplemente no se pueden establecer los coeficientes de {\displaystyle \delta q} y {\displaystyle \delta p} igualando a cero por separado, ya que las variaciones son algo restringidas por las constricciones. En particular, las variaciones deben ser tangentes a la superficie de constricción.
Se puede demostrar que la solución
{\displaystyle \sum _{n}A_{n}\delta q_{n}+\sum _{n}B_{n}\delta p_{n}=0,}
es general para las variaciones {\displaystyle \delta q_{n}} y {\displaystyle \delta p_{n}} restringido por las constricciones {\displaystyle \phi _{j}\approx 0} (suponiendo que las constricciones satisfacen algunas condiciones de regularidad)
{\displaystyle A_{n}=\sum _{m}u_{m}{\frac {\partial \phi _{m}}{\partial q_{n}}}}
{\displaystyle B_{n}=\sum _{m}u_{m}{\frac {\partial \phi _{m}}{\partial p_{n}}},}
donde las {\displaystyle u_{m}} son funciones arbitrarias.
Con este resultado, las ecuaciones de movimiento se convierten en
{\displaystyle {\dot {p}}_{j}=-{\frac {\partial H}{\partial q_{j}}}-\sum _{k}u_{k}{\frac {\partial \phi _{k}}{\partial q_{j}}}}
{\displaystyle {\dot {q}}_{j}={\frac {\partial H}{\partial p_{j}}}+\sum _{k}u_{k}{\frac {\partial \phi _{k}}{\partial p_{j}}}}
{\displaystyle \phi _{j}(q,p)=0,}
donde {\displaystyle u_{k}} son funciones de las coordenadas y de las velocidades, que pueden determinarse, en principio, de la segunda ecuación de movimiento anterior. La transformada de Legendre entre el formalismo de Lagrange y el formalismo hamiltoniano se guarda con el costo de agregar nuevas variables.

### Condiciones de Consistencia
Las ecuaciones de movimiento se vuelven más compactas cuando se utiliza el corchete de Poisson. Si {\displaystyle f} es alguna función de las coordenadas y de los momentos, entonces
{\displaystyle {\dot {f}}\approx \{f,H^{*}\}_{PB}\approx \{f,H\}_{PB}+\sum _{k}u_{k}\{f,\phi _{k}\}_{PB},}
Si se asume que existe el corchete de Poisson entre las {\displaystyle u_{k}} (funciones de la velocidad), esto se hace sin problemas ya que la contribución se desvanece débilmente. Ahora, hay algunas condiciones de coherencia que deben cumplirse para que este formalismo tenga sentido. Si las constricciones se satisfacen, entonces sus ecuaciones de movimiento deben anularse débilmente, es decir, requerimos
{\displaystyle {\dot {\phi _{j}}}\approx \{\phi _{j},H\}_{PB}+\sum _{k}u_{k}\{\phi _{j},\phi _{k}\}_{PB}\approx 0.}
Hay cuatro tipos diferentes de condiciones que pueden derivarse de las anteriores:
1. Una ecuación que es intrínsecamente falsa, como {\displaystyle 1=0}.
2. Una ecuación que es idénticamente cierta, posiblemente después de usar una de nuestras principales constricciones.
3. Una ecuación que impone nuevas constricciones sobre nuestras coordenadas y momentos, pero es independiente de {\displaystyle u_{k}}.
4. Una ecuación que ayuda a fijar {\displaystyle u_{k}}.

El primer caso, indica que la lagrangiana {\displaystyle L=q} da ecuaciones de movimiento inconsistentes. El segundo caso no aportan nada nuevo. El tercer caso da nuevas constricciones en el espacio fase. Una constriccicción derivada de esta forma se llama constricción secundaria. Al encontrar la constricción secundaria uno debe agregarla a la hamiltoniana extendida y comprobar las nuevas condiciones de consistencia, que pueden provocar aún más constricciones. Este proceso se repite hasta que no haya más constricciones. La distinción entre las constricciones primarias y secundarias es en gran medida artificial (es decir, una constricción para el mismo sistema puede ser primaria o secundaria dependiendo de la lagrangiana), por lo que este artículo no distingue entre ellos desde aquí. Asumiendo la condición de consistencia se itera hasta que todas las constricciones han sido encontradas, entonces {\displaystyle \phi _{j}} indexará todos ellos. Note que este artículo utiliza constricción secundaria a significar cualquier constricción que no estaba inicialmente en el problema o derivados de la definición de momento canónico; algunos autores distinguen entre constricciones secundarias, terciarias constricciones, etcétera.
Finalmente, el último caso ayuda a corregir {\displaystyle u_{k}}. Si al final de este proceso, las {\displaystyle u_{k}} no están completamente determinadas, significa que hay grados de libertad de calibración en el sistema. Una vez que todas las constricciones (primarias y secundarias) se agregan a la hamiltoniana principal y las soluciones a las condiciones de coherencia para {\displaystyle u_{k}} están conectadas en el resultado, entonces se le llama hamiltoniana total.

### Fijación de lauk{\displaystyle u_{k}}
El {\displaystyle u_{k}} debe resolver un conjunto heterogéneo de ecuaciones lineales de la forma
{\displaystyle \{\phi _{j},H\}_{PB}+\sum _{k}u_{k}\{\phi _{j},\phi _{k}\}_{PB}\approx 0.}
La ecuación anterior debe poseer al menos una solución, ya que de lo contrario la lagrangiana inicial es inconsistente; sin embargo, en sistemas con grados de libertad de calibración, la solución no es única. La solución más general es de la forma
{\displaystyle u_{k}=U_{k}+V_{k},}
donde {\displaystyle U_{k}} es una solución particular y {\displaystyle V_{k}} es la solución más general para la ecuación homogénea
{\displaystyle \sum _{k}V_{k}\{\phi _{j},\phi _{k}\}_{PB}\approx 0.}
La solución más general será una combinación lineal de soluciones a la ecuación homogénea, linealmente independientes. El número de soluciones linealmente independientes es igual al número de {\displaystyle u_{k}} (que es lo mismo que el número de constricciones) menos el número de las condiciones de coherencia del cuarto tipo (en el párrafo anterior). Este es el número de grados de libertad que satisfacen al sistema. Etiquetando las soluciones independientes lineales {\displaystyle V_{k}^{a}} donde el índice {\displaystyle a} va desde 1 hasta el número satisfactorio de grados de libertad, la solución general de las condiciones de coherencia es de la forma
{\displaystyle u_{k}\approx U_{k}+\sum _{a}v_{a}V_{k}^{a},}
donde la {\displaystyle v_{a}} son funciones completamente arbitrarias del tiempo. Una opción diferente de la {\displaystyle v_{a}} corresponde a una transformación de calibración y debe dejar sin cambios el estado físico del sistema.

### Hamiltoniana Total
En este punto, es natural introducir la hamiltoniana total
{\displaystyle H_{T}=H+\sum _{k}U_{k}\phi _{k}+\sum _{a,k}v_{a}V_{k}^{a}\phi _{k}}
y lo que se denota
{\displaystyle H'=H+\sum _{k}U_{k}\phi _{k}.}
La evolución temporal de una función en el espacio de fase, {\displaystyle f} se rige por
{\displaystyle {\dot {f}}\approx \{f,H_{T}\}_{PB}.}
Más tarde, se introduce la hamiltoniana extendida. Para cantidades de calibración invariantes (cantidades medibles físicamente) todas las hamiltonianas deben dar la misma evolución temporal ya que toda calibración es débilmente equivalente. Es sólo para cantidades no invariantes ante calibración, que la distinción se convierte en importante.

## El corchete de Dirac
Arriba está todo lo necesario para encontrar las ecuaciones de movimiento, en el procedimiento hamiltoniano modificado de Dirac. Tener las ecuaciones de movimiento, sin embargo, no es el extremo de consideraciones teóricas. Si uno quiere cuantificar canónicamente un sistema general, uno necesita los corchetes de Dirac.
Antes de definir los corchetes de Dirac, es preciso introducir constricciones de primera clase y de segunda clase. Llamamos a una función {\displaystyle f(q,p)} de coordenadas y de momentos de primera clase si su corchete de Poisson desaparece débilmente con todas las constricciones, es decir,
{\displaystyle \{f,\phi _{j}\}_{PB}\approx 0,}
para todos {\displaystyle j}. Tenga en cuenta, que las constricciones {\displaystyle \phi _{j}} son cantidades que sólo desaparecen débilmente, y por lo tanto, cualquier cosa que se desvanezca de manera semejante, debe ser igual fuertemente a una combinación lineal de las constricciones. Uno puede demostrar que el corchete de Poisson de dos cantidades de primera clase también debe ser de primera clase. Las constricciones de primera clase están íntimamente conectadas con los grados de libertad no-físicos mencionados anteriormente. Es decir, el número de constricciones de primera clase independientes es igual al número de grados de libertad no-físicos, y además las principales constricciones de primera clase generan transformaciones de calibración. Dirac postuló además que todas las constricciones de primera clase secundarias son generadoras de transformaciones de calibración, lo que resulta ser falso; sin embargo, normalmente uno opera bajo la suposición de que todas las constricciones de primera clase generan transformaciones de calibración cuando se utiliza este tratamiento.
Cuando se agregan las constricciones de primera clase secundarias en la hamiltoniana, con arbitraria {\displaystyle v_{a}} y cuando se agregan las constricciones de primera clase principal para llegar a la hamiltoniana total, entonces se obtiene la hamiltoniana extendida. La hamiltoniana extendida da la evolución temporal más general posible para las cantidades que dependen de la calibración; realmente puede generalizar las ecuaciones de movimiento correspondientes al formalismo de Lagrange.
A los efectos de introducción del corchete de Dirac, las constricciones de segunda clase son de un interés prioritario. Las constricciones de segunda clase son las que tienen corchete de Poisson no nulo, otrora al menos una constricción. Por ejemplo, considere las constricciones {\displaystyle \phi _{1}} y {\displaystyle \phi _{2}} cuyo corchete de Poisson es simplemente una constante, {\displaystyle c},
{\displaystyle \{\phi _{1},\phi _{2}\}_{PB}=c.}
Ahora, suponga que se desea cuantizar, entonces el espacio fase de coordenadas se convierte al de operadores, cuyos conmutadores conducen a {\displaystyle i\hbar }. Suponiendo que no existen problemas que den lugar a nuevas correcciones cuánticas, esto implica
{\displaystyle [{\hat {\phi }}_{1},{\hat {\phi }}_{2}]=c\,i\hbar ,}
donde el sombrero {\displaystyle {\hat {}}} son para indicar que las constricciones son operadores. Por un lado, la cuantización da la relación anterior de conmutación, pero por otro lado, {\displaystyle {\hat {\phi }}_{1}} y {\displaystyle {\hat {\phi }}_{2}} son las constricciones que deben desaparecer en estados físicos, mientras que el lado derecho no puede. Este ejemplo ilustra la necesidad de una generalización del corchete de Poisson que respete las constricciones del sistema y conduzca a un procedimiento de cuantización uniforme.
El nuevo corchete debe ser antisimétrico, bilineal, satisfacer la identidad de Jacobi, como hace el corchete de Poisson, reducir el corchete de Poisson para sistemas sin constricciones, y además debe anular el corchete de cualquier constricciones con cualquier otra cantidad. En este punto, las constricciones de segunda clase serán etiquetadas como {\displaystyle {\tilde {\phi }}_{a}}. Defina una matriz con las entradas
{\displaystyle M_{ab}=\{{\tilde {\phi }}_{a},{\tilde {\phi }}_{b}\}_{PB}.}
En este caso, el corchete de Dirac de dos funciones en el espacio de fase, {\displaystyle f} y {\displaystyle g}, se define como
{\displaystyle \{f,g\}_{DB}=\{f,g\}_{PB}-\sum _{a,b}\{f,{\tilde {\phi }}_{a}\}_{PB}M_{ab}^{-1}\{{\tilde {\phi }}_{b},g\}_{PB},}
donde {\displaystyle M_{ab}^{-1}} denota el {\displaystyle ab} entrada de {\displaystyle M} de matriz inversa. Dirac demostró que {\displaystyle M} es siempre invertible. Es fácil comprobar, de la definición anterior, que el corchete de Dirac satisface todas las propiedades deseadas. Cuando se cuantiza un sistema hamiltoniano restringido, el conmutador de los operadores se estable como {\displaystyle i\hbar } por su corchete de Dirac clásico. Ya que el corchete de Dirac respeta las constricciones, uno no tiene que ser cuidadoso en la evaluación de todos los corchetes antes de utilizar cualquier ecuación débil, como sucede con el corchete de Poisson.
Tenga en cuenta que mientras el corchete de Poisson de una variable bosónica (incluso Grassmann) consigo mismo debe anularse, no necesita suceder lo mismo en cuanto el corchete de Poisson de un fermión (representado como una variables de Grassmann) consigo mismo. Esto significa que en el caso fermiónico es posible que haya un número impar de constricciones de segunda clase.

## Concluyendo el Ejemplo
Volviendo al ejemplo anterior, la hamiltoniana principal y las dos principales constricciones son
{\displaystyle H=V(x,y),\qquad \phi _{1}=p_{x}+{\frac {qB_{0}}{2c}}y,\qquad \phi _{2}=p_{y}-{\frac {qB_{0}}{2c}}x.}
Por lo tanto, la hamiltoniana extendida se puede escribir
{\displaystyle H^{*}=V(x,y)+u_{1}\left(p_{x}+{\frac {qB_{0}}{2c}}y\right)+u_{2}\left(p_{y}-{\frac {qB_{0}}{2c}}x\right).}
El siguiente paso es aplicar las condiciones de consistencia 
{\displaystyle \{\phi _{j},H^{*}\}_{PB}\approx 0}
que en este caso son
{\displaystyle \{\phi _{1},H\}_{PB}+\sum _{j}u_{j}\{\phi _{1},\phi _{j}\}_{PB}=-{\frac {\partial V}{\partial x}}+u_{2}{\frac {qB_{0}}{c}}\approx 0\{\phi _{2},H\}_{PB}+\sum _{j}u_{j}\{\phi _{2},\phi _{j}\}_{PB}=-{\frac {\partial V}{\partial y}}-u_{1}{\frac {qB_{0}}{c}}\approx 0.}
Estas no son las constricciones secundarias, sino las condiciones que fijan {\displaystyle u_{1}} y {\displaystyle u_{2}}. Por lo tanto, no hay constricciones secundarias y los coeficientes arbitrarios están completamente determinados, lo que indica que no hay grados de libertad no físicos.
Si se fija en los valores de {\displaystyle u_{1}} y {\displaystyle u_{2}}, entonces se puede ver que las ecuaciones de movimiento
{\displaystyle {\dot {x}}=\{x,H\}_{PB}+u_{1}\{x,\phi _{1}\}_{PB}+u_{2}\{x,\phi _{2}\}=-{\frac {c}{qB_{0}}}{\frac {\partial V}{\partial y}}}
{\displaystyle {\dot {y}}={\frac {c}{qB_{0}}}{\frac {\partial V}{\partial x}}}
{\displaystyle {\dot {p}}_{x}=-{\frac {1}{2}}{\frac {\partial V}{\partial x}}}
{\displaystyle {\dot {p}}_{y}=-{\frac {1}{2}}{\frac {\partial V}{\partial y}},}
son uniformes e iguales a las ecuaciones de movimiento de Lagrange.
Un cálculo simple confirma que {\displaystyle \phi _{1}} y {\displaystyle \phi _{2}} son constricciones de segunda clase, ya que
{\displaystyle \{\phi _{1},\phi _{2}\}_{PB}=-\{\phi _{2},\phi _{1}\}_{PB}={\frac {qB_{0}}{c}},}
por lo tanto, la matriz
{\displaystyle M={\frac {qB_{0}}{c}}\left({\begin{matrix}0&1\\-1&0\end{matrix}}\right),}
que se invierte fácilmente a
{\displaystyle M^{-1}={\frac {c}{qB_{0}}}\left({\begin{matrix}0&-1\\1&0\end{matrix}}\right)\quad \Rightarrow \quad M_{ab}^{-1}=-{\frac {c}{qB_{0}}}\epsilon _{ab},}
donde {\displaystyle \epsilon _{ab}} es el símbolo de Levi-Civita. Así, el corchete de Dirac se definen como
{\displaystyle \{f,g\}_{DB}=\{f,g\}_{PB}+{\frac {c}{qB_{0}}}\epsilon _{ab}\{f,\phi _{a}\}_{PB}\{\phi _{b},g\}_{PB}.}
Si siempre utiliza el corchete de Dirac en lugar del de Poisson, entonces, no hay diferencia acerca del orden de aplicar constricciones, y evaluar expresiones; por el corchete de Dirac cada cero débil es fuertemente igual a cero. Esto significa que se puede utilizar a la hamiltoniana principal con corchete de Dirac y obtener las ecuaciones de movimiento correctas, que se puede confirmar fácilmente. Al cuantizar el sistema, es necesario el corchete de Dirac, entre todas las variables del espacio fase. El corchete de Dirac no nulo, de este sistema es
{\displaystyle \{x,y\}_{DB}=-{\frac {c}{qB_{0}}}}
{\displaystyle \{x,p_{x}\}_{DB}=\{y,p_{y}\}_{DB}={\frac {1}{2}}.}
Por lo tanto, la aplicación correcta de la cuantización, impone las siguientes relaciones de conmutación
{\displaystyle [{\hat {x}},{\hat {y}}]=-i{\frac {\hbar c}{qB_{0}}}}
{\displaystyle [{\hat {x}},{\hat {p}}_{x}]=[{\hat {y}},{\hat {p}}_{y}]=i{\frac {\hbar }{2}}.}
Curiosamente, este ejemplo muestra un conmutador no nulo entre {\displaystyle {\hat {x}}} y {\displaystyle {\hat {y}}}, lo que significa que en el sistema hay geometría no conmutativa subyacente. Ya que no conmutan las dos coordenadas, hay un relación de incertidumbre para las posiciones {\displaystyle x} y {\displaystyle y}.